# 瓜兰迪塔

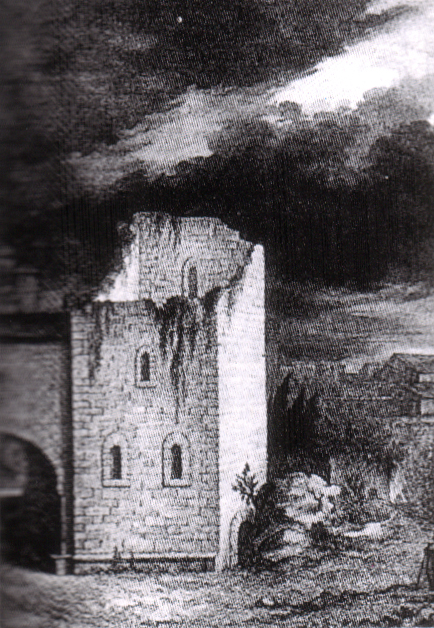

瓜兰迪塔（Torre dei Gualandi）是意大利比萨的一座塔楼，现已被纳入时钟宫。
它位于骑士广场的北部。瓜兰迪是一个比萨家族的名字，在13世纪拥有该塔。

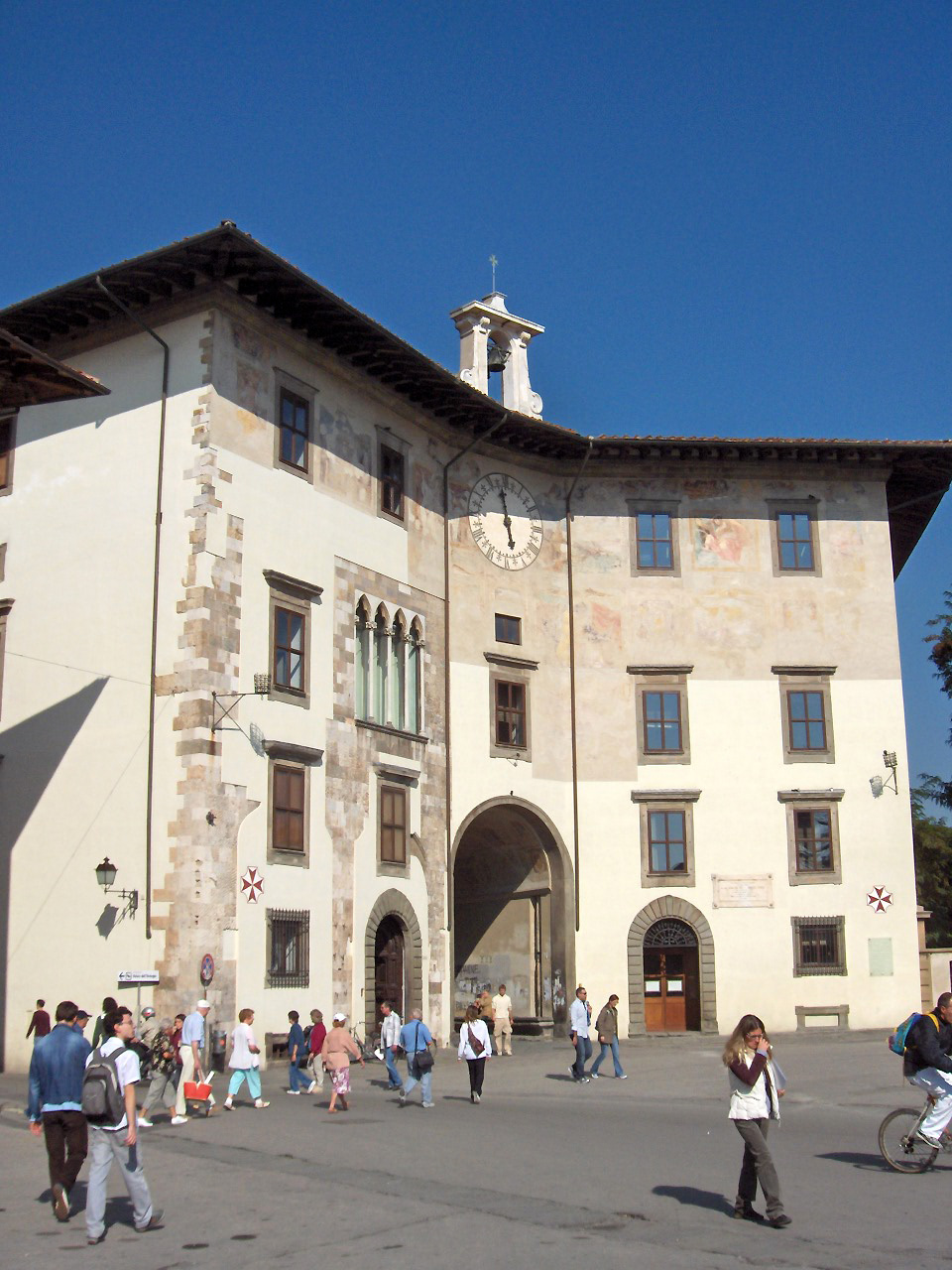
时钟宫

在13世纪，乌戈利诺德拉格尔拉德斯卡，以及他的儿子和两个孙子都被关押并饿死在塔楼里。他的同时代人但丁，在他的杰作《神曲》中写到了格尔拉德斯卡。